# Territorio del río Powder

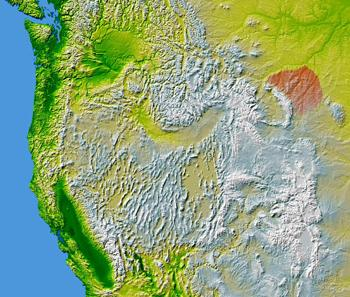
Zona del territorio del río Powder.

El territorio del río Powder se extiende al noreste de las montañas Bighorn y al sur del río Yellowstone en Wyoming, Estados Unidos. Además comprende los ríos Bighorn, Rosebud, Tongue y el Powder. La región, rica en pastizales y vida silvestre, fue ocupada desde tiempos ancestrales por tribus crow; así como grupos shoshón, siux, cheyennes y arapajó, quienes también transitaban y cazaban en el lugar. Los primeros exploradores europeos llegaron durante el siglo XVIII, y hasta los años 1840 era visitada por tramperos, mercaderes y aventureros. En la siguiente década el tránsito de personas aumentó y, para evitar hostilidades, fue firmado el tratado del fuerte Laramie de 1851, que reconoció este sector como dominio de los nativos, junto a otros que se extendían a lo largo y ancho de las Grandes Llanuras. 
Durante la guerra civil estadounidense la presencia de militares fue escasa en la zona. Una vez terminada esta, los regimientos tuvieron mayor presencia junto a un creciente número de pioneros que se dirigían al oeste del país debido al descubrimiento de oro en California, Colorado y Idaho; además de la emigración hacia Oregón y otras áreas. Debido a esto, arreciaron nuevos conflictos entre los nativos y los militares, lo que obligó a los crow a desplazarse y dar paso al asentamiento de amerindios siux y cheyennes, que consideraron el sitio como último refugio y preciado campo de cacería. 
Por situaciones graves como la masacre de Sand Creek en Colorado (1864), más nativos siux, cheyennes y arapajó del sur de las llanuras poblaron el territorio. También en este lugar fue abierta la ruta Bozeman, y se establecieron una serie de fuertes para la protección de los viajeros. Los roces con los nativos dieron lugar a la Guerra de Nube Roja, que resultó en la retirada de los militares y la firma del tratado del fuerte Laramie de 1868, que estableció la gran reserva siux. 
Sin embargo, en la siguiente década estallaron nuevos conflictos. A pesar de la derrota sufrida por el ejército en la batalla de Little Bighorn, los nativos fueron desplazados definitivamente de la zona hacia el año 1877. Los enfrentamientos posteriores involucraron a rancheros y pequeños propietarios. En la actualidad el territorio todavía es rico en recursos y vida salvaje, y además existen recorridos turísticos a los diferentes lugares históricos.